# 梅費爾冰川
梅費爾冰川（英語：Mefjell Glacier），是南極洲的冰川，位於毛德皇后地的朗希爾德公主海岸，全長9公里，最終在梅尼帕峰和梅費爾山之間注入耶爾冰川，在1957年由挪威製圖師根據美國海軍拍攝的空中照片繪入地圖，現時由南極條約體系管理。